# Melanophryniscus krauczuki
Melanophryniscus krauczuki là một loài cóc thuộc họ Bufonidae.
Đây là loài đặc hữu của Argentina.
Môi trường sống tự nhiên của chúng là đồng cỏ nhiệt đới hoặc cận nhiệt đới vùng ngập nước hoặc lụt theo mùa.